# 博薩 (飲料)

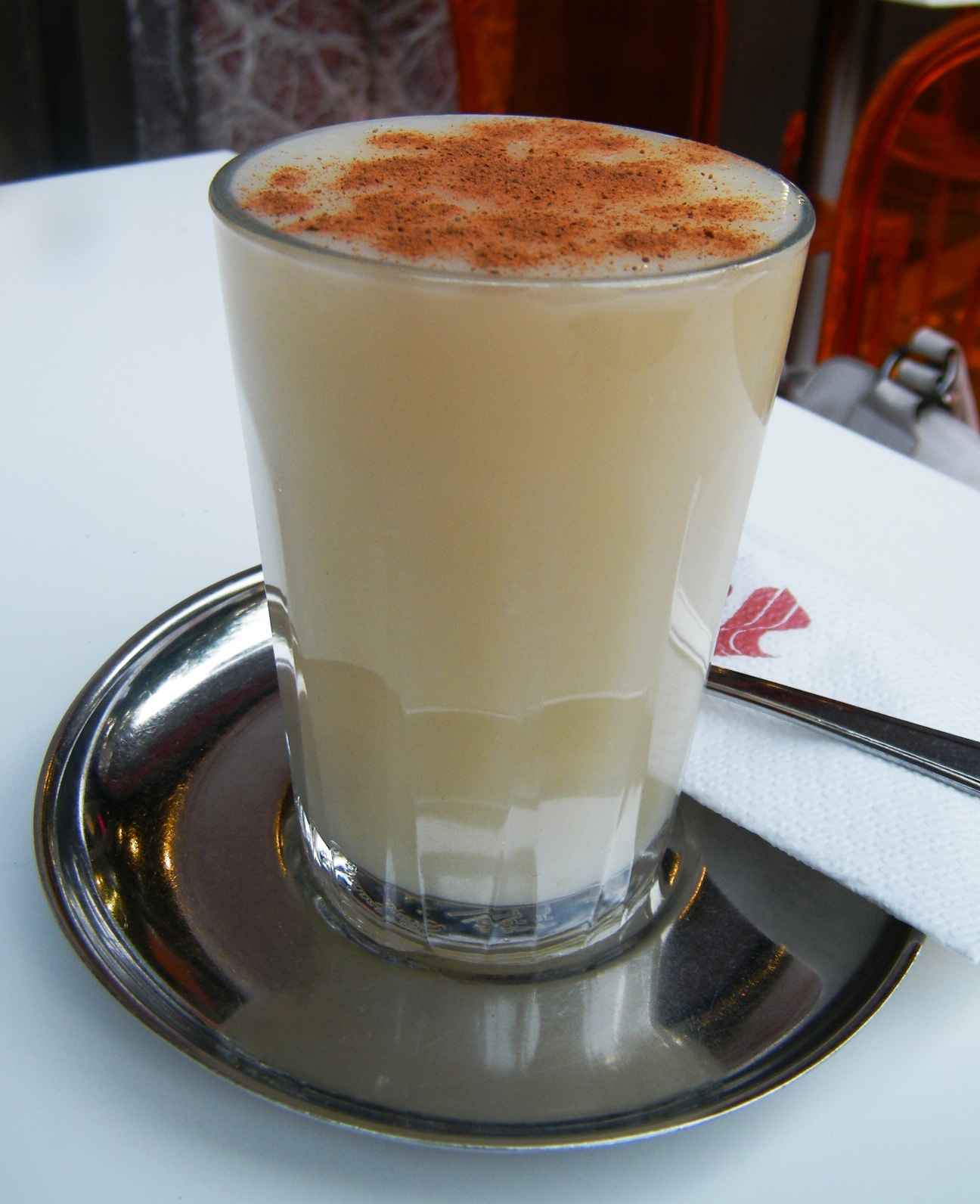
一杯上方灑有肉桂粉的博薩

博薩（Boza）是一種流行在土耳其、阿爾巴尼亞、保加利亞、吉爾吉斯、馬其頓、蒙特內哥羅、波赫、俄羅斯、塞爾維亞、烏克蘭的飲料，使用麥芽發酵。博薩有很低（約1%）的酒精度數。博薩於10世紀時發明於中亞，之後普及至高加索和巴爾幹地區。